# West Ham United Football Club
El West Ham United Football Club es un club de fútbol de Inglaterra, de la ciudad de Londres. Fue fundado en 1895 y juega en la Premier League encuentros de local en el Estadio Olímpico de Londres desde 2016, su anterior casa fue el Boleyn Ground.
Originalmente llamado Thames Ironworks, en 1900 pasó a denominarse West Ham United. Originalmente jugó en la Southern Football League y la Western League antes de unirse a la Football League en 1919. Logró llegar a la primera categoría en 1923. En 1940, durante la Segunda Guerra Mundial, ganó la Football League War Cup.
El West Ham ha ganado la FA Cup en tres ocasiones: 1964, 1975 y 1980, torneo del que además fue finalista en 1923 y 2006. A nivel internacional, alcanzó la final de la Liga Europa Conferencia de la UEFA, obteniendo el título en 2023, además de llegar a dos finales de la Recopa de Europa, logrando el título en 1965 y el subcampeonato en 1976. También ganó la Copa Intertoto como uno de los clubes ganadores en 1999.
Es uno de ocho equipo ingleses que nunca han descendido bajo la segunda división. Su mejor actuación en la primera categoría fue un tercer lugar en la First División de 1985-86.
Tres jugadores del West Ham United fueron parte del plantel de la selección de Inglaterra que ganó el Mundial de fútbol de 1966: el capitán Bobby Moore y los goleadores Geoff Hurst y Martin Peters.

## Historia

### Origen: Thames Ironworks

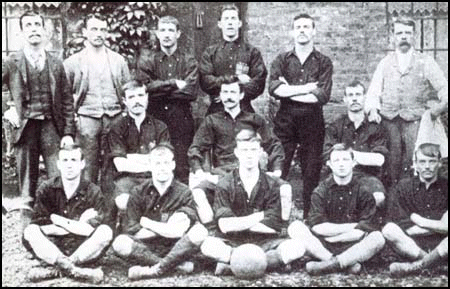
Imagen del West Ham en el año de su fundación.

El West Ham United F. C., también conocido con los nombres The Irons, The Hammers (Los Martillos) y The Academy of Football (La Academia del Fútbol) fue fundado en 1895 con el nombre de Thames Ironworks and Shipbuilding Co. Ltd. En 1900 se cambió el nombre por el actual y en 1919 el West Ham fue seleccionado para participar de la Football League Second Division, ascendiendo a la First Division hacia 1923, mismo año en que el club llegó a la final de la FA Cup, la primera que se jugó en el Estadio de Wembley en la final conocida como la final del caballo blanco, la cual ganó el Bolton Wanderers por 2:0.

### La academia del fútbol (años 1960)
En los años 1960 la prensa inglesa denominó al club The Academy of Football, debido a la cantidad de jóvenes talentos que procedían de su cantera y en 1964 ganó su primer título: la Copa de Inglaterra, comandados por un joven Bobby Moore. Un año después conquistó su primer título continental: la Recopa de Europa, venciendo en la final al alemán Múnich 1860. Luego, volvería a reeditar sus laureles nacionales en 1975 ganando de nuevo la Copa inglesa, y solo una temporada después volvió a llegar a una final de la Recopa, pero la perdió ante el RSC Anderlecht belga.

### Años 1980
La etapa más gloriosa del club data de 1980 y de 1981. En esos años, el club estaba sumido en la segunda división, pero logró por tercera vez el trofeo de la FA y, al siguiente año, la liga de segunda división, con lo que ascendió a primera; se mantienen en primera hasta 1989. A partir de ahí, comienza un periodo de subidas y bajadas entre la segunda división (llamada Championship) y la recién creada FA Premier League. Su última alegría continental llegó en 1999, cuando ganó la Copa Intertoto, lo que le permitió disputar la Copa UEFA.

### Nuevo milenio
Sufren otro descenso en el 2003 y no es sino hasta 2005 cuando ascienden de nuevo a la Premier.
En el año 2006 alcanza nuevamente la final de la FA Cup contra el Liverpool Football Club. En ese partido el marcador se mantenía 2-3 a favor del West Ham hacía el minuto 90; sin embargo, un disparo de larga distancia de Steven Gerrard le dio el empate a los Reds, Luego, en la tanda de penales, Anton Ferdinand falló el último lanzamiento por lo cual el Liverpool Football Club se coronó nuevamente campeón de copa en una final histórica y recordada como una tragedia por los aficionados londinenses.
Pese a que nunca ha ganado el campeonato de la Premier League, de su cantera han salido grandes jugadores británicos actuales como Frank Lampard, Rio Ferdinand, Joe Cole, Michael Carrick y Jermain Defoe y el legendario capitán tanto del club como de la selección inglesa ganadora del mundial 1966 Bobby Moore. También jugó entre sus filas el bajista y líder del grupo de Heavy metal británico Iron Maiden, Steve Harris.

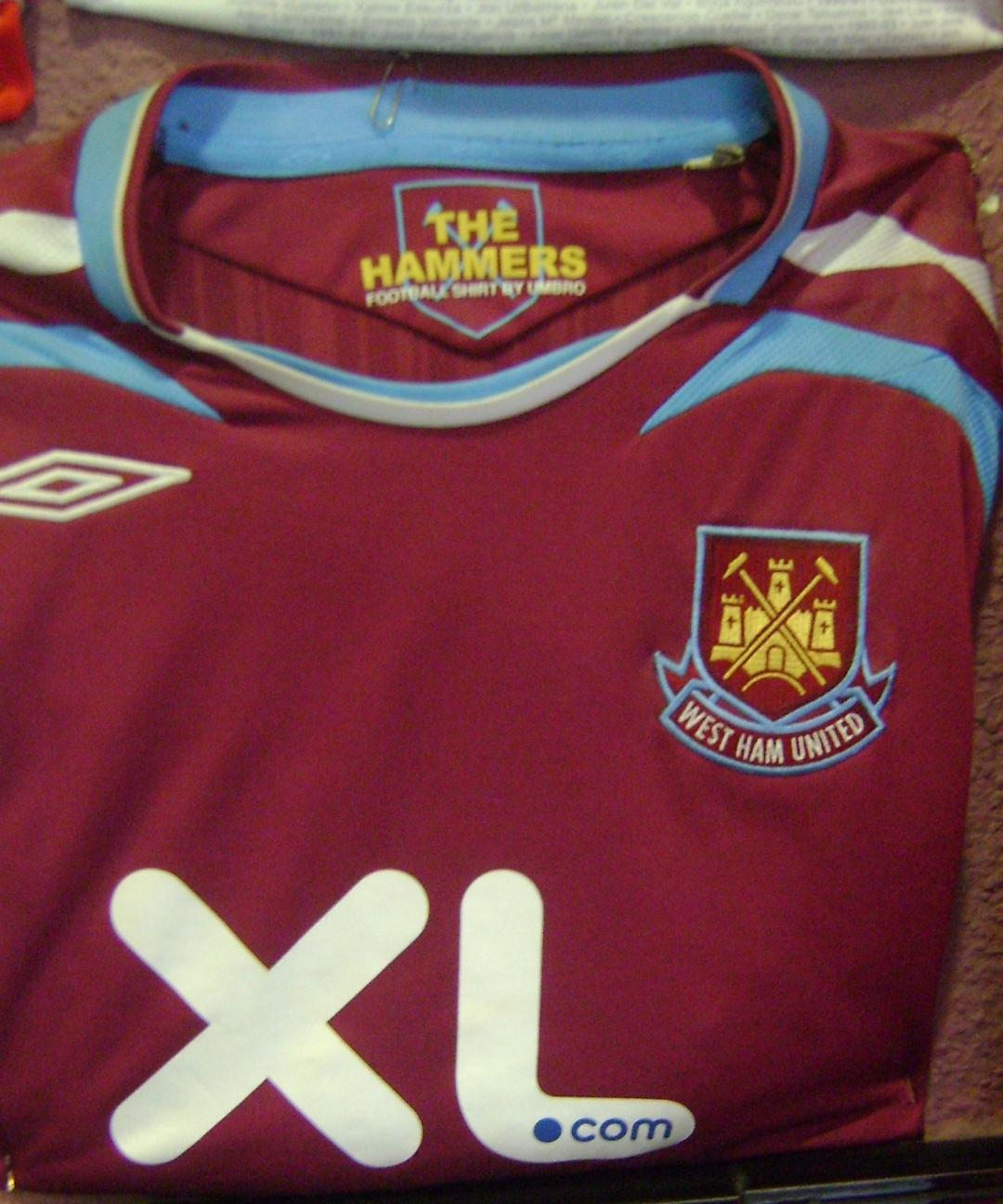
Camiseta del West Ham.

El 10 de mayo de 2016 el West Ham disputa el último partido en el que ha sido su estadio durante los últimos 112 años: el Campo Bolena (Boleyn Ground) en Upton Park. En el último partido de la temporada, el West Ham recibía al Manchester United, ocurriendo en los prolegómenos incidentes entre aficionados del equipo de Londres y el autobús de los de Mánchester en los alrededores del estadio. Finalmente el encuentro acabó con victoria del local por 3-2, con goles de Diafra Sakho, Michail Antonio y Winston Reid. Tras el término del encuentro, se realizó un homenaje del público, dueño y jugadores al mítico estadio.

### Actualidad
En la temporada 2021-22 llegó a las Semifinales de la Europa League, siendo apeado por el Eintracht Fráncfort.
En la 2022-23 consiguen llegar a la Final de la Conference League, batiendo a la Fiorentina y alcanzando un título por primera vez en 43 años.

## Uniforme
Los colores originales del equipo eran azul oscuro, debido a que el presidente de Thames Ironworks, Arnold Hills, era un exalumno de la Universidad de Oxford.
Ya como West Ham United, adoptaron permanentemente los colores, el claret y el celeste para los uniformes de casa en 1903.

### Titular
| 2005-07 | 2007-08 | 2008-09 | 2009-10 | 2010-11 | 2011-12 | 2012-13 | 2013-14 |
| 2014-15 | 2015-16 | 2016-17 | 2017-18 | 2018-19 | 2019-20 | 2020-21 | 2021-22 |
| 2022-23 | 2023-24 | 2024-25 | 2025-26 |         |         |         |         |

### Patrocinio
| Período   | Proveedor   | Patrocinador    |
| --------- | ----------- | --------------- |
| 1975-76   | Bukta       | N/A             |
| 1976-80   | Admiral     | N/A             |
| 1980-83   | Adidas      | N/A             |
| 1983-87   | Adidas      | Avco Trust      |
| 1987-89   | Scoreline   | Avco Trust      |
| 1989-92   | Bukta       | BAC Windows     |
| 1992-93   | Bukta       | Dagenham Motors |
| 1993-97   | Pony        | Dagenham Motors |
| 1997-98   | Pony        | N/A             |
| 1998-99   | Pony        | Dr. Martens     |
| 1999-03   | Fila        | Dr. Martens     |
| 2003-07   | Reebok      | JobServe        |
| 2007-08   | Umbro       | XL Holidays     |
| 2008-10   | Umbro       | Sbobet.com      |
| 2010-13   | Macron      | Sbobet.com      |
| 2013-15   | Adidas      | Alpari          |
| 2015-2025 | Umbro       | Betway.com      |
| 2026-     | New Balance | Betway.com      |

Fuente: Historical Kits, Kit Classics

## Afición
El West Ham United Football Club es un club de fútbol de Inglaterra, de la ciudad de Londres. Fue fundado en 1895 y juega en la Premier League. Disputa sus encuentros de local en el Estadio Olímpico de Londres desde 2016, su anterior casa fue el Boleyn Ground.
Originalmente llamado Thames Ironworks, en 1900 pasó a denominarse West Ham United. Originalmente jugó en la Southern Football League y la Western League antes de unirse a la Football League en 1919. Logró llegar a la primera categoría en 1923. En 1940, durante la Segunda Guerra Mundial, ganó la Football League War Cup.
El West Ham ha ganado la FA Cup en tres ocasiones: 1964, 1975 y 1980, torneo del que además fue finalista en 1923 y 2006. A nivel internacional, el club alcanzó dos finales de la Recopa de Europa, copa que ganó en 1965. Además ganó la Copa Intertoto de 1999.
Es uno de ocho equipo ingleses que nunca han descendido bajo la segunda división. Su mejor actuación en la primera categoría fue un tercer lugar en la First División de 1985-86.
Tres jugadores del West Ham United fueron parte del plantel de la selección de Inglaterra que ganó el Mundial de fútbol de 1966: el capitán Bobby Moore y los goleadores Geoff Hurts y Martin Peters.

## Rivalidades
El West Ham tiene como máximo rival al Millwall FC, con el que disputa el Derbi del Este de Londres.
Además, mantiene rivalidades con otros equipos de Londres como el Chelsea FC, el Arsenal FC y el Tottenham Hotspur.

## Datos del club
- Fundación: 1895.
- Temporadas en primera: 63 (38 en Football League First Division y 25 en Premier League).
- Temporadas en segunda: 32 (28 en Football League Second Division, 2 en Football League First Division y 2 en Football League Championship).

## Organigrama

### Jugadores
| Máximos goleadores                                                       | Máximos goleadores | Máximos goleadores | Más partidos disputados | Más partidos disputados | Más partidos disputados |
| ------------------------------------------------------------------------ | ------------------ | ------------------ | ----------------------- | ----------------------- | ----------------------- |
| 1.                                                                       | Vic Watson         | 326 goles          | 1.                      | Billy Bonds             | 799 partidos            |
| 2.                                                                       | Geoff Hurst        | 252 goles          | 2.                      | Frank Lampard, Sr.      | 670 partidos            |
| 3.                                                                       | John Dick          | 166 goles          | 3.                      | Bobby Moore             | 644 partidos            |
| 4.                                                                       | Jimmy Ruffell      | 166 goles          | 4.                      | Trevor Brooking         | 643 partidos            |
| 5.                                                                       | Tony Cottee        | 146 goles          | 5.                      | Alvin Martin            | 600 partidos            |
| 6.                                                                       | Johnny Byrne       | 107 goles          | 6.                      | Jimmy Ruffell           | 548 partidos            |
| 7.                                                                       | Pop Robson         | 104 goles          | 7.                      | Mark Noble              | 540 partidos            |
| 8.                                                                       | Trevor Brooking    | 102 goles          | 8.                      | Steve Potts             | 505 partidos            |
| 9.                                                                       | Malcolm Musgrove   | 100 goles          | 9.                      | Vic Watson              | 505 partidos            |
| 10.                                                                      | Martin Peters      | 100 goles          | 10.                     | Geoff Hurst             | 502 partidos            |
| En negrita jugadores aun en activo. Actualizado al 16 de julio del 2023. |                    |                    |                         |                         |                         |

### Plantel 2025/26
Números Retirados
- 6  Bobby Moore, defensa (1958-1974); homenaje póstumo.[18]
- 38  Dylan Tombides, delantero (2010-2014); homenaje póstumo.[19]

## Palmarés
Torneos nacionales (4)
| Competiciones nacionales | Títulos                    | Subcampeonatos             |
| ------------------------ | -------------------------- | -------------------------- |
| FA Cup (3/2)             | 1963-64, 1974-75, 1979-80. | 1922-23, 2005-06.          |
| Copa de la Liga (0/2)    |                            | 1965-66, 1980-81.          |
| Community Shield (1/2)   | 1964*.                     | 1975, 1980.                |
|                          |                            |                            |
| Segunda División (2/3)   | 1957-58, 1980-81.          | 1922-23, 1990-91, 1992-93. |

Torneos internacionales (3)
| Competiciones internacionales     | Títulos  | Subcampeonatos |
| --------------------------------- | -------- | -------------- |
| Recopa de Europa (1/1)            | 1964-65. | 1975-76.       |
| Liga Conferencia de la UEFA (1/0) | 2022-23. |                |
| Copa Intertoto de la UEFA (1/0)   | 1999.    |                |

## Estadísticas en competiciones internacionales
El West Ham es uno de los pocos equipos ingleses en haberse consagrado campeón de un torneo internacional de la UEFA, con la obtención de la Recopa de Europa 1964-65 en su debut internacional oficial.
| Campeonato                                | Temp. | PJ | PG | PE | PP | GF  | GC | DG  | Mejor posición |
| ----------------------------------------- | ----- | -- | -- | -- | -- | --- | -- | --- | -------------- |
| Recopa de Europa de la UEFA               | 4     | 30 | 15 | 6  | 9  | 58  | 42 | +16 | Campeón        |
| Copa de la UEFA / Liga Europea de la UEFA | 5     | 28 | 12 | 5  | 11 | 37  | 24 | +13 | Semifinalista  |
| Copa Intertoto de la UEFA                 | 1     | 6  | 4  | 1  | 1  | 7   | 3  | +4  | Campeón        |
| Liga Europa Conferencia de la UEFA        | 1     | 13 | 12 | 1  | 0  | 31  | 8  | +23 | Campeón        |
| Total                                     | 11    | 77 | 43 | 13 | 21 | 133 | 77 | +56 | 3 títulos      |
| Actualizado a la Temporada 2021-22.       |       |    |    |    |    |     |    |     |                |

- PJ= Partidos jugados; PG= Partidos ganados; PE= Partidos empatados; PP= Partidos perdidos; GF= Goles a favor; GC= Goles en contra; Dif.= Diferencia de goles.